# Thalassia Periochi Stenou Methonis
Thalassia Periochi Stenou Methonis este o arie protejată (arie specială de conservare — SAC, sit de importanță comunitară — SCI) din Grecia întinsă pe o suprafață de 970,1 ha, integral pe uscat.

## Localizare
Centrul sitului Thalassia Periochi Stenou Methonis este situat la coordonatele 36°48′09″N 21°43′06″E / 36.802532°N 21.71825°E.

## Înființare
Situl Thalassia Periochi Stenou Methonis a fost declarat sit de importanță comunitară în august 1996 pentru a proteja 1 specie de animale. Situl a fost protejat și ca arie specială de conservare în martie 2011.

## Biodiversitate
Situată în ecoregiunile marină mediteraneană și mediteraneană, aria protejată conține 4 habitate naturale: Bancuri de nisip acoperite în permanență slab de apă marină, Straturi cu Posidonia (Posidonion oceanicae), Recifuri, Peșteri marine scufundate complet sau parțial.
La baza desemnării sitului se află o specie protejată de  mamifere: delfin mare (Tursiops truncatus)
Pe lângă speciile protejate, pe teritoriul sitului au mai fost identificate 14 specii de plante, 6 specii de nevertebrate, 2 specii de pești.